# Album al numero uno in Lituania
La presente lista elenca gli album alla posizione numero uno della classifica settimanale lituana, la Albumų Top 100, che sono stati, nel corso delle settimane, i dischi più venduti nei negozi fisici e digitali e più riprodotti sulle piattaforme di streaming. La classifica è redatta dalla AGATA, l'associazione dell'industria musicale lituana, in collaborazione con l'azienda Ranger.

## 2018
| Settimana    | Artista                    | Album                              | Note   |
| ------------ | -------------------------- | ---------------------------------- | ------ |
| 21 settembre | Eminem                     | Kamikaze                           | [ 1 ]  |
| 28 settembre | Eminem                     | Kamikaze                           | [ 1 ]  |
| 5 ottobre    | Eminem                     | Kamikaze                           | [ 2 ]  |
| 12 ottobre   | Twenty One Pilots          | Trench                             | [ 3 ]  |
| 19 ottobre   | Eminem                     | Kamikaze                           | [ 4 ]  |
| 26 ottobre   | Lady Gaga e Bradley Cooper | A Star Is Born Soundtrack          | [ 5 ]  |
| 2 novembre   | Joji                       | Ballads 1                          | [ 6 ]  |
| 9 novembre   | Lady Gaga e Bradley Cooper | A Star Is Born Soundtrack          | [ 7 ]  |
| 16 novembre  | Lil Peep                   | Come Over When You're Sober, Pt. 2 | [ 8 ]  |
| 23 novembre  | Lil Peep                   | Come Over When You're Sober, Pt. 2 | [ 9 ]  |
| 30 novembre  | Billie Eilish              | Don't Smile at Me                  | [ 10 ] |
| 7 dicembre   | Free Finga                 | Pick Up Line                       | [ 11 ] |
| 14 dicembre  | XXXTentacion               | Skins                              | [ 12 ] |
| 21 dicembre  | Mariah Carey               | Merry Christmas                    | [ 13 ] |
| 28 dicembre  | Mariah Carey               | Merry Christmas                    | [ 14 ] |

## 2019
| Settimana    | Artista            | Album                                    | Note   |
| ------------ | ------------------ | ---------------------------------------- | ------ |
| 4 gennaio    | Billie Eilish      | Don't Smile at Me                        | [ 15 ] |
| 11 gennaio   | Billie Eilish      | Don't Smile at Me                        | [ 16 ] |
| 18 gennaio   | Billie Eilish      | Don't Smile at Me                        | [ 17 ] |
| 25 gennaio   | Free Finga         | Pick Up Line                             | [ 18 ] |
| 1º febbraio  | Free Finga         | Pick Up Line                             | [ 19 ] |
| 8 febbraio   | Billie Eilish      | Don't Smile at Me                        | [ 20 ] |
| 15 febbraio  | Ariana Grande      | Thank U, Next                            | [ 21 ] |
| 22 febbraio  | Ariana Grande      | Thank U, Next                            | [ 22 ] |
| 1º marzo     | Ariana Grande      | Thank U, Next                            | [ 23 ] |
| 8 marzo      | Ariana Grande      | Thank U, Next                            | [ 24 ] |
| 15 marzo     | Ariana Grande      | Thank U, Next                            | [ 25 ] |
| 22 marzo     | Ariana Grande      | Thank U, Next                            | [ 26 ] |
| 29 marzo     | Ariana Grande      | Thank U, Next                            | [ 27 ] |
| 5 aprile     | Billie Eilish      | When We All Fall Asleep, Where Do We Go? | [ 28 ] |
| 12 aprile    | Ariana Grande      | Thank U, Next                            | [ 29 ] |
| 19 aprile    | BTS                | Map of the Soul: Persona                 | [ 30 ] |
| 26 aprile    | BTS                | Map of the Soul: Persona                 | [ 31 ] |
| 3 maggio     | BTS                | Map of the Soul: Persona                 | [ 32 ] |
| 10 maggio    | BTS                | Map of the Soul: Persona                 | [ 33 ] |
| 17 maggio    | Ba                 | H8                                       | [ 34 ] |
| 24 maggio    | Tyler, the Creator | Igor                                     | [ 35 ] |
| 31 maggio    | Tyler, the Creator | Igor                                     | [ 36 ] |
| 7 giugno     | Tyler, the Creator | Igor                                     | [ 37 ] |
| 14 giugno    | Avicii             | Tim                                      | [ 38 ] |
| 21 giugno    | Ba                 | H8                                       | [ 39 ] |
| 28 giugno    | Lil Nas X          | 7                                        | [ 40 ] |
| 5 luglio     | Lil Nas X          | 7                                        | [ 41 ] |
| 12 luglio    | Lil Nas X          | 7                                        | [ 42 ] |
| 19 luglio    | Ed Sheeran         | No. 6 Collaborations Project             | [ 43 ] |
| 26 luglio    | Ed Sheeran         | No. 6 Collaborations Project             | [ 44 ] |
| 2 agosto     | Ed Sheeran         | No. 6 Collaborations Project             | [ 45 ] |
| 9 agosto     | Ed Sheeran         | No. 6 Collaborations Project             | [ 46 ] |
| 16 agosto    | Ed Sheeran         | No. 6 Collaborations Project             | [ 47 ] |
| 23 agosto    | Ed Sheeran         | No. 6 Collaborations Project             | [ 48 ] |
| 30 agosto    | Taylor Swift       | Lover                                    | [ 49 ] |
| 6 settembre  | Lana Del Rey       | Norman Fucking Rockwell!                 | [ 50 ] |
| 13 settembre | Post Malone        | Hollywood's Bleeding                     | [ 51 ] |
| 20 settembre | Post Malone        | Hollywood's Bleeding                     | [ 52 ] |
| 27 settembre | Post Malone        | Hollywood's Bleeding                     | [ 53 ] |
| 4 ottobre    | Post Malone        | Hollywood's Bleeding                     | [ 54 ] |
| 11 ottobre   | Post Malone        | Hollywood's Bleeding                     | [ 55 ] |
| 18 ottobre   | Post Malone        | Hollywood's Bleeding                     | [ 56 ] |
| 25 ottobre   | GJan               | Pasiduodu sau                            | [ 57 ] |
| 1º novembre  | Lilas ir Innomine  | Viskas                                   | [ 58 ] |
| 8 novembre   | Lilas ir Innomine  | Viskas                                   | [ 59 ] |
| 15 novembre  | Lilas ir Innomine  | Viskas                                   | [ 60 ] |
| 22 novembre  | Lilas ir Innomine  | Viskas                                   | [ 61 ] |
| 29 novembre  | Lilas ir Innomine  | Viskas                                   | [ 62 ] |
| 6 dicembre   | Billie Eilish      | When We All Fall Asleep, Where Do We Go? | [ 63 ] |
| 13 dicembre  | Billie Eilish      | When We All Fall Asleep, Where Do We Go? | [ 64 ] |
| 20 dicembre  | Harry Styles       | Fine Line                                | [ 65 ] |
| 27 dicembre  | Michael Bublé      | Christmas                                | [ 66 ] |

## 2020
| Settimana    | Artista           | Album                                    | Note    |
| ------------ | ----------------- | ---------------------------------------- | ------- |
| 3 gennaio    | JackBoys          | JackBoys                                 | [ 67 ]  |
| 10 gennaio   | Billie Eilish     | When We All Fall Asleep, Where Do We Go? | [ 68 ]  |
| 17 gennaio   | Selena Gomez      | Rare                                     | [ 69 ]  |
| 24 gennaio   | Eminem            | Music to Be Murdered By                  | [ 70 ]  |
| 31 gennaio   | Billie Eilish     | When We All Fall Asleep, Where Do We Go? | [ 71 ]  |
| 7 febbraio   | Lilas ir Innomine | Viskas                                   | [ 72 ]  |
| 14 febbraio  | Lilas ir Innomine | Viskas                                   | [ 73 ]  |
| 21 febbraio  | Lilas ir Innomine | Viskas                                   | [ 74 ]  |
| 28 febbraio  | BTS               | Map of the Soul: 7                       | [ 75 ]  |
| 6 marzo      | Lilas ir Innomine | Viskas                                   | [ 76 ]  |
| 13 marzo     | Lilas ir Innomine | Viskas                                   | [ 77 ]  |
| 20 marzo     | Lilas ir Innomine | Viskas                                   | [ 78 ]  |
| 27 marzo     | The Weeknd        | After Hours                              | [ 79 ]  |
| 3 aprile     | Dua Lipa          | Future Nostalgia                         | [ 80 ]  |
| 10 aprile    | Dua Lipa          | Future Nostalgia                         | [ 81 ]  |
| 17 aprile    | Dua Lipa          | Future Nostalgia                         | [ 82 ]  |
| 24 aprile    | Dua Lipa          | Future Nostalgia                         | [ 83 ]  |
| 1º maggio    | Dua Lipa          | Future Nostalgia                         | [ 84 ]  |
| 8 maggio     | Drake             | Dark Lane Demo Tapes                     | [ 85 ]  |
| 15 maggio    | Dua Lipa          | Future Nostalgia                         | [ 86 ]  |
| 22 maggio    | Dua Lipa          | Future Nostalgia                         | [ 87 ]  |
| 29 maggio    | Agust D           | D-2                                      | [ 88 ]  |
| 5 giugno     | Lady Gaga         | Chromatica                               | [ 89 ]  |
| 12 giugno    | Dua Lipa          | Future Nostalgia                         | [ 90 ]  |
| 19 giugno    | Dua Lipa          | Future Nostalgia                         | [ 91 ]  |
| 26 giugno    | The Weeknd        | After Hours                              | [ 92 ]  |
| 3 luglio     | OG Version        | Motyvacijos tikslai                      | [ 93 ]  |
| 10 luglio    | OG Version        | Motyvacijos tikslai                      | [ 94 ]  |
| 17 luglio    | OG Version        | Motyvacijos tikslai                      | [ 95 ]  |
| 24 luglio    | OG Version        | Motyvacijos tikslai                      | [ 96 ]  |
| 31 luglio    | OG Version        | Motyvacijos tikslai                      | [ 97 ]  |
| 7 agosto     | OG Version        | Motyvacijos tikslai                      | [ 98 ]  |
| 14 agosto    | OG Version        | Motyvacijos tikslai                      | [ 99 ]  |
| 21 agosto    | OG Version        | Motyvacijos tikslai                      | [ 100 ] |
| 28 agosto    | OG Version        | Motyvacijos tikslai                      | [ 101 ] |
| 4 settembre  | OG Version        | Motyvacijos tikslai                      | [ 102 ] |
| 11 settembre | OG Version        | Motyvacijos tikslai                      | [ 103 ] |
| 18 settembre | OG Version        | Motyvacijos tikslai                      | [ 104 ] |
| 25 settembre | OG Version        | Motyvacijos tikslai                      | [ 105 ] |
| 2 ottobre    | OG Version        | Motyvacijos tikslai                      | [ 106 ] |
| 9 ottobre    | OG Version        | Motyvacijos tikslai                      | [ 107 ] |
| 16 ottobre   | OG Version        | Motyvacijos tikslai                      | [ 108 ] |
| 23 ottobre   | OG Version        | Motyvacijos tikslai                      | [ 109 ] |
| 30 ottobre   | OG Version        | Motyvacijos tikslai                      | [ 110 ] |
| 6 novembre   | Ariana Grande     | Positions                                | [ 111 ] |
| 13 novembre  | OG Version        | Motyvacijos tikslai                      | [ 112 ] |
| 20 novembre  | OG Version        | Motyvacijos tikslai                      | [ 113 ] |
| 27 novembre  | BTS               | Be                                       | [ 114 ] |
| 4 dicembre   | OG Version        | Motyvacijos tikslai                      | [ 115 ] |
| 11 dicembre  | OG Version        | Motyvacijos tikslai                      | [ 116 ] |
| 18 dicembre  | OG Version        | Motyvacijos tikslai                      | [ 117 ] |
| 25 dicembre  | Michael Bublé     | Christmas                                | [ 118 ] |

## 2021
| Settimana    | Artista                | Album                 | Note    |
| ------------ | ---------------------- | --------------------- | ------- |
| 1º gennaio   | OG Version             | Motyvacijos tikslai   | [ 119 ] |
| 8 gennaio    | OG Version             | Motyvacijos tikslai   | [ 120 ] |
| 15 gennaio   | OG Version             | Motyvacijos tikslai   | [ 121 ] |
| 22 gennaio   | OG Version             | Motyvacijos tikslai   | [ 122 ] |
| 29 gennaio   | OG Version             | Motyvacijos tikslai   | [ 123 ] |
| 5 febbraio   | OG Version             | Motyvacijos tikslai   | [ 124 ] |
| 12 febbraio  | The Weeknd             | After Hours           | [ 125 ] |
| 19 febbraio  | The Weeknd             | After Hours           | [ 126 ] |
| 26 febbraio  | The Weeknd             | After Hours           | [ 127 ] |
| 5 marzo      | Justinas Jarutis       | Tavęs manęs savęs     | [ 128 ] |
| 12 marzo     | The Weeknd             | After Hours           | [ 129 ] |
| 19 marzo     | The Weeknd             | After Hours           | [ 130 ] |
| 26 marzo     | Justin Bieber          | Justice               | [ 131 ] |
| 2 aprile     | OG Version             | Motyvacijos tikslai   | [ 132 ] |
| 9 aprile     | OG Version             | Motyvacijos tikslai   | [ 133 ] |
| 16 aprile    | OG Version             | Motyvacijos tikslai   | [ 134 ] |
| 23 aprile    | OG Version             | Motyvacijos tikslai   | [ 135 ] |
| 30 aprile    | OG Version             | Motyvacijos tikslai   | [ 136 ] |
| 7 maggio     | OG Version             | Motyvacijos tikslai   | [ 137 ] |
| 14 maggio    | Evgenija Red'ko        | SOS                   | [ 138 ] |
| 21 maggio    | J. Cole                | The Off-Season        | [ 139 ] |
| 28 maggio    | Måneskin               | Teatro d'ira - Vol. I | [ 140 ] |
| 4 giugno     | Måneskin               | Teatro d'ira - Vol. I | [ 141 ] |
| 11 giugno    | Måneskin               | Teatro d'ira - Vol. I | [ 142 ] |
| 18 giugno    | Måneskin               | Teatro d'ira - Vol. I | [ 143 ] |
| 25 giugno    | Måneskin               | Teatro d'ira - Vol. I | [ 144 ] |
| 2 luglio     | Måneskin               | Teatro d'ira - Vol. I | [ 145 ] |
| 9 luglio     | Måneskin               | Teatro d'ira - Vol. I | [ 146 ] |
| 16 luglio    | Måneskin               | Teatro d'ira - Vol. I | [ 147 ] |
| 23 luglio    | Måneskin               | Teatro d'ira - Vol. I | [ 148 ] |
| 30 luglio    | Måneskin               | Teatro d'ira - Vol. I | [ 149 ] |
| 6 agosto     | Billie Eilish          | Happier than Ever     | [ 150 ] |
| 13 agosto    | Måneskin               | Teatro d'ira - Vol. 1 | [ 151 ] |
| 20 agosto    | Måneskin               | Teatro d'ira - Vol. 1 | [ 152 ] |
| 27 agosto    | Måneskin               | Teatro d'ira - Vol. 1 | [ 153 ] |
| 3 settembre  | Kanye West             | Donda                 | [ 154 ] |
| 10 settembre | Drake                  | Certified Lover Boy   | [ 155 ] |
| 17 settembre | Måneskin               | Teatro d'ira - Vol. 1 | [ 156 ] |
| 24 settembre | Free Finga             | Dėmesio!              | [ 157 ] |
| 1º ottobre   | Lil Nas X              | Montero               | [ 158 ] |
| 8 ottobre    | Måneskin               | Teatro d'ira - Vol. 1 | [ 159 ] |
| 15 ottobre   | Måneskin               | Teatro d'ira - Vol. 1 | [ 160 ] |
| 22 ottobre   | Doja Cat               | Planet Her            | [ 161 ] |
| 29 ottobre   | Big Baby Tape e Kizaru | Bandana I             | [ 162 ] |
| 5 novembre   | Ed Sheeran             | =                     | [ 163 ] |
| 12 novembre  | Ed Sheeran             | =                     | [ 164 ] |
| 19 novembre  | Doja Cat               | Planet Her            | [ 165 ] |
| 26 novembre  | Adele                  | 30                    | [ 166 ] |
| 3 dicembre   | Adele                  | 30                    | [ 167 ] |
| 10 dicembre  | Adele                  | 30                    | [ 168 ] |
| 17 dicembre  | Adele                  | 30                    | [ 169 ] |
| 24 dicembre  | Adele                  | 30                    | [ 170 ] |
| 31 dicembre  | Adele                  | 30                    | [ 171 ] |

## 2022
| Settimana    | Artista           | Album                         | Note    |
| ------------ | ----------------- | ----------------------------- | ------- |
| 7 gennaio    | Adele             | 30                            | [ 172 ] |
| 14 gennaio   | The Weeknd        | Dawn FM                       | [ 173 ] |
| 21 gennaio   | The Weeknd        | Dawn FM                       | [ 174 ] |
| 28 gennaio   | The Weeknd        | Dawn FM                       | [ 175 ] |
| 4 febbraio   | Jessica Shy       | Apkabinti prisiminimus        | [ 176 ] |
| 11 febbraio  | Jessica Shy       | Apkabinti prisiminimus        | [ 177 ] |
| 18 febbraio  | Jessica Shy       | Apkabinti prisiminimus        | [ 178 ] |
| 25 febbraio  | Jessica Shy       | Apkabinti prisiminimus        | [ 179 ] |
| 4 marzo      | Jessica Shy       | Apkabinti prisiminimus        | [ 180 ] |
| 11 marzo     | Jessica Shy       | Apkabinti prisiminimus        | [ 181 ] |
| 18 marzo     | Jessica Shy       | Apkabinti prisiminimus        | [ 182 ] |
| 25 marzo     | Jessica Shy       | Apkabinti prisiminimus        | [ 183 ] |
| 1º aprile    | Måneskin          | Teatro d'ira - Vol. 1         | [ 184 ] |
| 8 aprile     | Jessica Shy       | Apkabinti prisiminimus        | [ 185 ] |
| 15 aprile    | Jessica Shy       | Apkabinti prisiminimus        | [ 186 ] |
| 22 aprile    | Jessica Shy       | Apkabinti prisiminimus        | [ 187 ] |
| 29 aprile    | Jessica Shy       | Apkabinti prisiminimus        | [ 188 ] |
| 6 maggio     | Future            | I Never Liked You             | [ 189 ] |
| 13 maggio    | Jack Harlow       | Come Home the Kids Miss You   | [ 190 ] |
| 20 maggio    | Kendrick Lamar    | Mr. Morale & the Big Steppers | [ 191 ] |
| 27 maggio    | Harry Styles      | Harry's House                 | [ 192 ] |
| 3 giugno     | Harry Styles      | Harry's House                 | [ 193 ] |
| 10 giugno    | Harry Styles      | Harry's House                 | [ 194 ] |
| 17 giugno    | Harry Styles      | Harry's House                 | [ 195 ] |
| 24 giugno    | Harry Styles      | Harry's House                 | [ 196 ] |
| 1º luglio    | Harry Styles      | Harry's House                 | [ 197 ] |
| 8 luglio     | Jessica Shy       | Apkabinti prisiminimus        | [ 198 ] |
| 15 luglio    | Jessica Shy       | Apkabinti prisiminimus        | [ 198 ] |
| 22 luglio    | Jessica Shy       | Apkabinti prisiminimus        | [ 199 ] |
| 29 luglio    | Jessica Shy       | Apkabinti prisiminimus        | [ 200 ] |
| 5 agosto     | Jessica Shy       | Apkabinti prisiminimus        | [ 201 ] |
| 12 agosto    | Jessica Shy       | Apkabinti prisiminimus        | [ 202 ] |
| 19 agosto    | Jessica Shy       | Apkabinti prisiminimus        | [ 203 ] |
| 26 agosto    | Jessica Shy       | Apkabinti prisiminimus        | [ 204 ] |
| 2 settembre  | OG Version        | Bilietas į rojų               | [ 205 ] |
| 9 settembre  | OG Version        | Bilietas į rojų               | [ 206 ] |
| 16 settembre | OG Version        | Bilietas į rojų               | [ 207 ] |
| 23 settembre | OG Version        | Bilietas į rojų               | [ 208 ] |
| 30 settembre | Jessica Shy       | Apkabinti prisiminimus        | [ 209 ] |
| 7 ottobre    | Ba                | Nauto                         | [ 209 ] |
| 14 ottobre   | Ba                | Nauto                         | [ 210 ] |
| 21 ottobre   | Jessica Shy       | Apkabinti prisiminimus        | [ 211 ] |
| 28 ottobre   | Taylor Swift      | Midnights                     | [ 212 ] |
| 4 novembre   | Taylor Swift      | Midnights                     | [ 213 ] |
| 11 novembre  | Drake e 21 Savage | Her Loss                      | [ 214 ] |
| 18 novembre  | Justinas Jarutis  | Debesimis braidyti            | [ 215 ] |
| 25 novembre  | Justinas Jarutis  | Debesimis braidyti            | [ 216 ] |
| 2 dicembre   | Jessica Shy       | Apkabinti prisiminimus        | [ 217 ] |
| 9 dicembre   | Metro Boomin      | Heroes & Villains             | [ 218 ] |
| 16 dicembre  | Metro Boomin      | Heroes & Villains             | [ 219 ] |
| 23 dicembre  | Jessica Shy       | Apkabinti prisiminimus        | [ 220 ] |
| 30 dicembre  | Michael Bublé     | Christmas                     | [ 221 ] |

## 2023
| Settimana    | Artista      | Album                  | Note    |
| ------------ | ------------ | ---------------------- | ------- |
| 6 gennaio    | Jessica Shy  | Apkabinti prisiminimus | [ 222 ] |
| 13 gennaio   | Jessica Shy  | Apkabinti prisiminimus | [ 223 ] |
| 20 gennaio   | Metro Boomin | Heroes & Villains      | [ 224 ] |
| 27 gennaio   | Måneskin     | Rush!                  | [ 225 ] |
| 3 febbraio   | Jessica Shy  | Apkabinti prisiminimus | [ 226 ] |
| 10 febbraio  | Jessica Shy  | Apkabinti prisiminimus | [ 227 ] |
| 17 febbraio  | Jessica Shy  | Apkabinti prisiminimus | [ 228 ] |
| 24 febbraio  | Jessica Shy  | Apkabinti prisiminimus | [ 229 ] |
| 3 marzo      | Jessica Shy  | Apkabinti prisiminimus | [ 230 ] |
| 10 marzo     | Jessica Shy  | Apkabinti prisiminimus | [ 231 ] |
| 17 marzo     | Jessica Shy  | Pasaka                 | [ 232 ] |
| 24 marzo     | Jessica Shy  | Pasaka                 | [ 233 ] |
| 31 marzo     | Jessica Shy  | Pasaka                 | [ 234 ] |
| 7 aprile     | Jessica Shy  | Pasaka                 | [ 235 ] |
| 14 aprile    | Jessica Shy  | Pasaka                 | [ 236 ] |
| 21 aprile    | Jessica Shy  | Pasaka                 | [ 237 ] |
| 28 aprile    | Jessica Shy  | Pasaka                 | [ 238 ] |
| 5 maggio     | Jessica Shy  | Pasaka                 | [ 239 ] |
| 12 maggio    | Jessica Shy  | Pasaka                 | [ 240 ] |
| 19 maggio    | Jessica Shy  | Pasaka                 | [ 241 ] |
| 26 maggio    | Jessica Shy  | Pasaka                 | [ 242 ] |
| 2 giugno     | Jessica Shy  | Pasaka                 | [ 243 ] |
| 9 giugno     | Jessica Shy  | Pasaka                 | [ 244 ] |
| 16 giugno    | Jessica Shy  | Pasaka                 | [ 245 ] |
| 23 giugno    | Jessica Shy  | Pasaka                 | [ 246 ] |
| 30 giugno    | Jessica Shy  | Pasaka                 | [ 247 ] |
| 7 luglio     | Jessica Shy  | Pasaka                 | [ 248 ] |
| 14 luglio    | Jessica Shy  | Pasaka                 | [ 249 ] |
| 21 luglio    | Jessica Shy  | Pasaka                 | [ 250 ] |
| 28 luglio    | Jessica Shy  | Pasaka                 | [ 251 ] |
| 4 agosto     | Jessica Shy  | Pasaka                 | [ 252 ] |
| 11 agosto    | Jessica Shy  | Pasaka                 | [ 253 ] |
| 18 agosto    | Jessica Shy  | Pasaka                 | [ 254 ] |
| 25 agosto    | Jessica Shy  | Pasaka                 | [ 255 ] |
| 1º settembre | Jessica Shy  | Pasaka                 | [ 256 ] |
| 8 settembre  | Jessica Shy  | Pasaka                 | [ 257 ] |
| 15 settembre | Jessica Shy  | Pasaka                 | [ 258 ] |
| 22 settembre | Jessica Shy  | Pasaka                 | [ 259 ] |
| 29 settembre | Jessica Shy  | Pasaka                 | [ 260 ] |
| 6 ottobre    | Jessica Shy  | Pasaka                 | [ 261 ] |
| 13 ottobre   | Jessica Shy  | Pasaka                 | [ 262 ] |
| 20 ottobre   | Jessica Shy  | Pasaka                 | [ 263 ] |
| 27 ottobre   | Jessica Shy  | Pasaka                 | [ 264 ] |
| 3 novembre   | Jessica Shy  | Pasaka                 | [ 265 ] |
| 10 novembre  | Jung Kook    | Golden                 | [ 266 ] |
| 17 novembre  | Jessica Shy  | Pasaka                 | [ 267 ] |
| 24 novembre  | Jessica Shy  | Pasaka                 | [ 268 ] |
| 1º dicembre  | Jessica Shy  | Pasaka                 | [ 269 ] |
| 8 dicembre   | Jessica Shy  | Pasaka                 | [ 270 ] |
| 15 dicembre  | Jessica Shy  | Pasaka                 | [ 271 ] |
| 22 dicembre  | Jessica Shy  | Pasaka                 | [ 272 ] |
| 29 dicembre  | Jessica Shy  | Pasaka                 | [ 273 ] |

## 2024
| Settimana    | Artista                    | Album                | Note    |
| ------------ | -------------------------- | -------------------- | ------- |
| 5 gennaio    | Jessica Shy                | Pasaka               | [ 274 ] |
| 12 gennaio   | Jessica Shy                | Pasaka               | [ 275 ] |
| 19 gennaio   | 21 Savage                  | American Dream       | [ 276 ] |
| 26 gennaio   | Jessica Shy                | Pasaka               | [ 277 ] |
| 2 febbraio   | Jessica Shy                | Pasaka               | [ 278 ] |
| 9 febbraio   | Jessica Shy                | Pasaka               | [ 279 ] |
| 16 febbraio  | Kanye West e Ty Dolla Sign | Vultures 1           | [ 280 ] |
| 23 febbraio  | Jessica Shy                | Pasaka               | [ 281 ] |
| 1º marzo     | Jessica Shy                | Pasaka               | [ 282 ] |
| 8 marzo      | Jessica Shy                | Pasaka               | [ 283 ] |
| 15 marzo     | Jessica Shy                | Pasaka               | [ 284 ] |
| 22 marzo     | Jessica Shy                | Pasaka               | [ 285 ] |
| 29 marzo     | Free Finga                 | Plastika             | [ 286 ] |
| 5 aprile     | Free Finga                 | Plastika             | [ 287 ] |
| 12 aprile    | Free Finga                 | Plastika             | [ 288 ] |
| 19 aprile    | Free Finga                 | Plastika             | [ 289 ] |
| 26 aprile    | Free Finga                 | Plastika             | [ 290 ] |
| 3 maggio     | Free Finga                 | Plastika             | [ 291 ] |
| 10 maggio    | Free Finga                 | Plastika             | [ 292 ] |
| 17 maggio    | Jessica Shy                | Pasaka               | [ 293 ] |
| 24 maggio    | Billie Eilish              | Hit Me Hard and Soft | [ 294 ] |
| 31 maggio    | Billie Eilish              | Hit Me Hard and Soft | [ 295 ] |
| 7 giugno     | Jessica Shy                | Sutemos              | [ 296 ] |
| 14 giugno    | Jessica Shy                | Sutemos              | [ 297 ] |
| 21 giugno    | Jessica Shy                | Sutemos              | [ 298 ] |
| 28 giugno    | Jessica Shy                | Sutemos              | [ 299 ] |
| 5 luglio     | Jessica Shy                | Sutemos              | [ 300 ] |
| 12 luglio    | Jessica Shy                | Sutemos              | [ 301 ] |
| 19 luglio    | Jessica Shy                | Sutemos              | [ 302 ] |
| 26 luglio    | Jessica Shy                | Sutemos              | [ 303 ] |
| 2 agosto     | Jessica Shy                | Sutemos              | [ 304 ] |
| 9 agosto     | Jessica Shy                | Sutemos              | [ 305 ] |
| 16 agosto    | Jessica Shy                | Sutemos              | [ 306 ] |
| 23 agosto    | Jessica Shy                | Sutemos              | [ 307 ] |
| 30 agosto    | Jessica Shy                | Sutemos              | [ 308 ] |
| 6 settembre  | Jessica Shy                | Sutemos              | [ 309 ] |
| 13 settembre | Jessica Shy                | Sutemos              | [ 310 ] |
| 20 settembre | Jessica Shy                | Sutemos              | [ 311 ] |
| 27 settembre | Jessica Shy                | Sutemos              | [ 312 ] |
| 4 ottobre    | Jessica Shy                | Sutemos              | [ 313 ] |
| 11 ottobre   | Jessica Shy                | Sutemos              | [ 314 ] |
| 18 ottobre   | Jessica Shy                | Sutemos              | [ 315 ] |
| 25 ottobre   | Jessica Shy                | Sutemos              | [ 316 ] |
| 1º novembre  | Jessica Shy                | Sutemos              | [ 317 ] |
| 8 novembre   | Jessica Shy                | Sutemos              | [ 318 ] |
| 15 novembre  | Jessica Shy                | Sutemos              | [ 319 ] |
| 22 novembre  | Jessica Shy                | Sutemos              | [ 320 ] |
| 29 novembre  | Kendrick Lamar             | GMX                  | [ 321 ] |
| 6 dicembre   | Kendrick Lamar             | GMX                  | [ 322 ] |
| 13 dicembre  | Gabrielė Vilkickytė        | Mažas rūpintojėlis   | [ 323 ] |
| 20 dicembre  | Jessica Shy                | Sutemos              | [ 324 ] |
| 27 dicembre  | Jessica Shy                | Sutemos              | [ 325 ] |

## 2025
| Settimana   | Artista        | Album    | Note    |
| ----------- | -------------- | -------- | ------- |
| 3 gennaio   | Jessica Shy    | Sutemos  | [ 326 ] |
| 10 gennaio  | Jessica Shy    | Sutemos  | [ 327 ] |
| 17 gennaio  | Jessica Shy    | Sutemos  | [ 328 ] |
| 24 gennaio  | Jessica Shy    | Sutemos  | [ 329 ] |
| 31 gennaio  | Free Finga     | Plastika | [ 330 ] |
| 7 febbraio  | Free Finga     | Plastika | [ 331 ] |
| 14 febbraio | Jessica Shy    | Sutemos  | [ 332 ] |
| 21 febbraio | Jessica Shy    | Sutemos  | [ 333 ] |
| 28 febbraio | Jessica Shy    | Sutemos  | [ 334 ] |
| 7 marzo     | Jessica Shy    | Sutemos  | [ 335 ] |
| 14 marzo    | Jessica Shy    | Sutemos  | [ 336 ] |
| 21 marzo    | Playboi Carti  | Music    | [ 337 ] |
| 28 marzo    | Solo Ansamblis | Scenos   | [ 338 ] |
| 4 aprile    | Jessica Shy    | Sutemos  | [ 339 ] |
| 11 aprile   | Jessica Shy    | Sutemos  | [ 340 ] |
| 18 aprile   | Jessica Shy    | Sutemos  | [ 341 ] |
| 25 aprile   | Jessica Shy    | Sutemos  | [ 342 ] |
| 2 maggio    | Jessica Shy    | Sutemos  | [ 343 ] |
| 9 maggio    | Solo Ansamblis | Scenos   | [ 344 ] |
| 16 maggio   | Jessica Shy    | Sutemos  | [ 345 ] |
| 23 maggio   | Jessica Shy    | Sutemos  | [ 346 ] |
| 30 maggio   | Free Finga     | Plastika | [ 347 ] |
| 6 giugno    | Free Finga     | Plastika | [ 348 ] |
| 13 giugno   | Jessica Shy    | Sutemos  | [ 349 ] |
| 20 giugno   | Jessica Shy    | Žvėris   | [ 350 ] |
| 27 giugno   | Jessica Shy    | Žvėris   | [ 351 ] |
| 4 luglio    | Jessica Shy    | Žvėris   | [ 352 ] |
| 11 luglio   | Jessica Shy    | Žvėris   | [ 353 ] |
| 18 luglio   | Jessica Shy    | Žvėris   | [ 354 ] |
| 25 luglio   | Jessica Shy    | Žvėris   | [ 355 ] |
| 1º agosto   | Jessica Shy    | Žvėris   | [ 356 ] |
| 8 agosto    | Jessica Shy    | Žvėris   | [ 357 ] |
| 15 agosto   | Jessica Shy    | Žvėris   | [ 358 ] |